# Bonte Kriel
Het waterschap Polder De Bonte Kriel was een waterschap in de gemeenten Lisse en Sassenheim, in de Nederlandse provincie Zuid-Holland.
Het waterschap was verantwoordelijk voor de vervening, drooglegging en later de waterhuishouding in de polder.